# Talgo

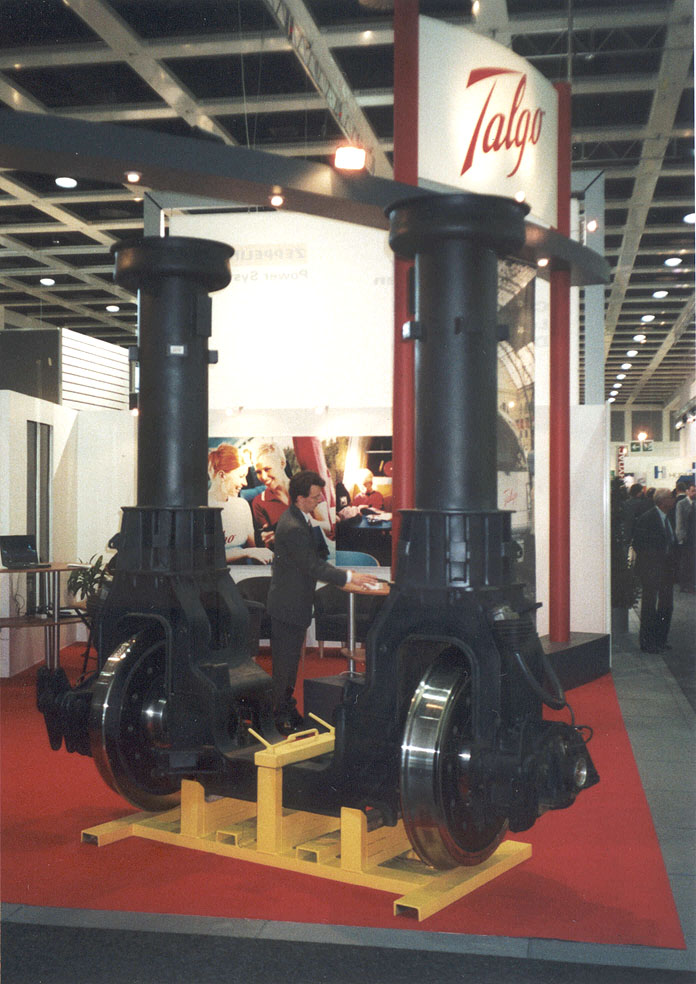
Un dispositivo Talgo completo esposto a Innotrans-Berlino 2002

A sinistra: Sistema a carrelli tradizionale. A destra: Sistema Talgo

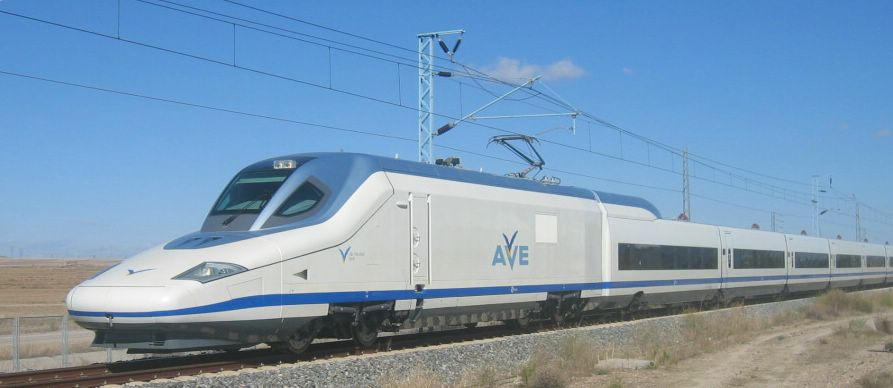
Talgo 350

Talgo (acronimo di Tren Articulado Ligero Goicoechea Oriol) è un particolare sistema di carrozze ferroviarie, dotate di casse e carrelli non convenzionali, che realizza un convoglio articolato (eventualmente con esclusione delle motrici/carrozze semipilota), a composizione bloccata..
È prodotto dall'impresa spagnola omonima Patentes Talgo S.A..

## Panoramica
Il 21 agosto 1941, l'ingegnere Alejandro Goicoechea sperimentò un suo singolare progetto di rotabile ferroviario. Si trattava di un'originale struttura articolata costituita da una serie di moduli a triangolo isoscele, alla cui base erano montate le ruote, collegati da ciascun vertice alla successiva base in maniera da permetterne la rotazione. Si realizzava così un treno di veicoli collegati (come fossero un bruco) in grado di inscriversi in curva senza spinte centrifughe eccessive dato che la stessa composizione tendeva a contrastarne l'effetto adeguandosi naturalmente verso il centro curva. Tale struttura articolata raggiunse i 75 km/h tra Leganés e Villaverde (Madrid).

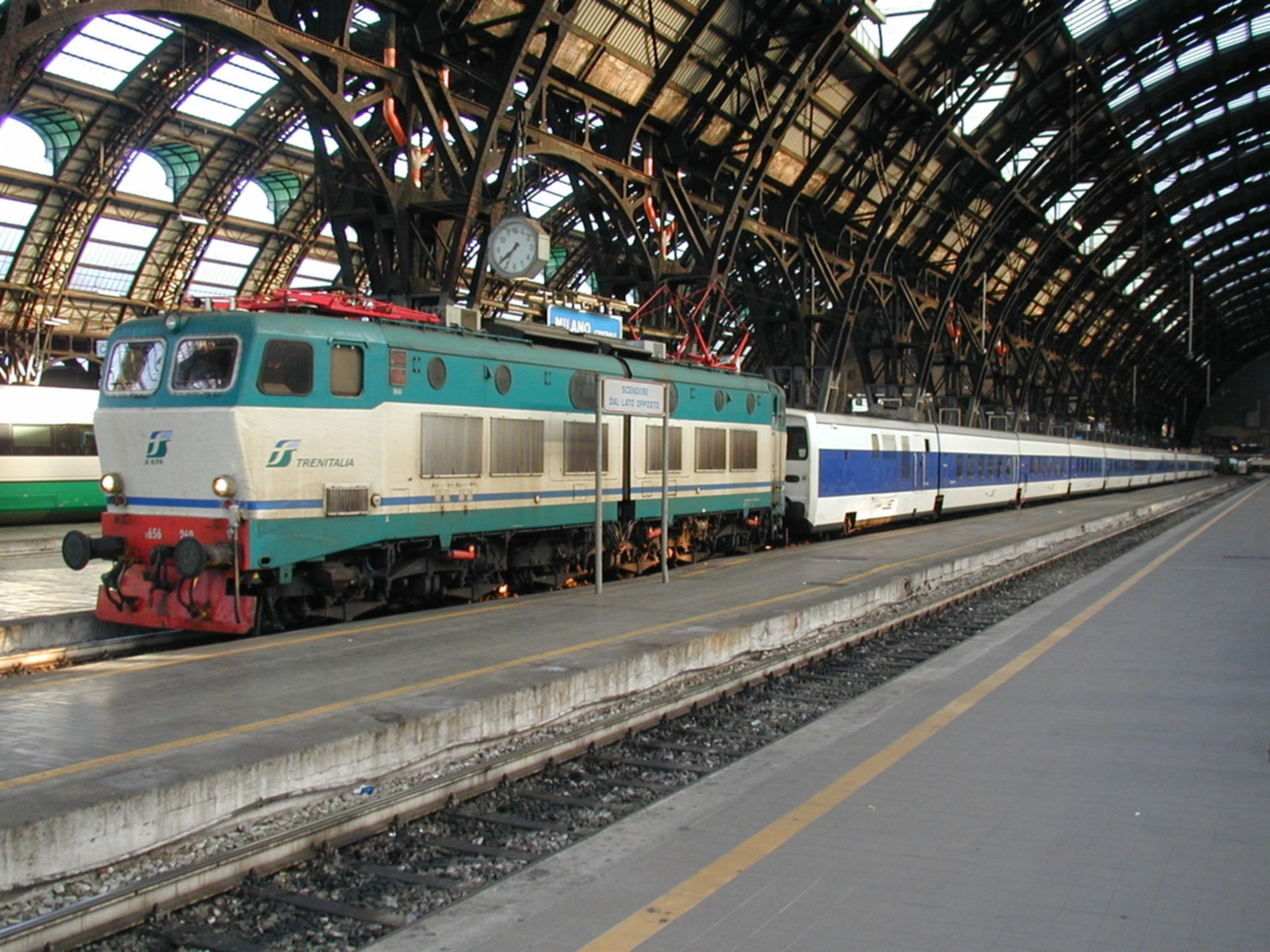
L'Euronight 372 "Salvador-Dalí" Milano Centrale-Torino Porta Susa-Barcelona Franca in partenza dalla città meneghina.

Un convoglio realizzato con il sistema Talgo è caratterizzato da carrozze strutturalmente molto più corte e basse di quelle tradizionali.
I treni articolati realizzati con il sistema Talgo circolano e hanno circolato sia in servizio nazionale in Spagna che in servizio internazionale tra Spagna, Italia, Francia, Germania, Stati Uniti d'America, Canada, Kazakistan e Argentina.
La soluzione che caratterizza oggi i treni Talgo consiste non solo nelle carrozze corte e basse, ma soprattutto nella loro possibilità di pendolamento naturale. Sono ad un assale singolo, a ruote indipendenti montate su telaio (che ne permette anche il facile cambio di scartamento) e connesse tramite attacchi snodati l'una all'altra in modo da facilitarne il direzionamento e l'iscrizione in curva, fatto molto importante progettualmente soprattutto nelle linee ferroviarie più obsolete della Spagna caratterizzate da molte curve di raggio ridotto nelle tratte di montagna e dallo scartamento largo. Il tipo di attacco basso mantiene il baricentro in posizione di sicura stabilità adeguandosi naturalmente all'inclinazione della curva e la leggerezza delle strutture rimorchiate permette buone prestazioni anche con locomotive di potenza non elevata.
I Talgo attuali sono movimentati da vari tipi di locomotive sia elettriche che diesel. Per alimentare correttamente i servizi di bordo e di climatizzazione della serie Talgo III è necessario intercalare due carri riscaldo nel caso in cui la locomotiva non sia in grado di fornire l'adeguata energia elettrica necessaria.
Sono state sviluppate e costruite numerose serie di Talgo: la validità del sistema è dimostrata dal suo utilizzo recente per la costruzione di serie ad Alta velocità come il Talgo 350
con cui la società è entrata tra i costruttori di treni ad alta velocità. I Talgo 350 hanno iniziato ad operare con velocità di punta di 330 km/h tra Madrid e Barcellona e tra Madrid e Valladolid alla fine del 2007.